# Tätt invid källan, flödande fri
Tätt invid källan, flödande fri är en körsång från 1887 med text och musik av Herbert Booth.

## Publicerad i
- Frälsningsarméns sångbok 1929 som nr 74 i körsångsdelen under rubriken "Helgelse".
- Frälsningsarméns sångbok 1968 som nr 33 i körsångsdelen under rubriken "Bön".
- Frälsningsarméns sångbok 1990 som nr 774 under rubriken "Bön".